# Fulton (Mississippi)
Pour les articles homonymes, voir Fulton.
La ville de Fulton est le siège du comté d'Itawamba, situé dans l'État du Mississippi, aux États-Unis.